# Рослинская капелла

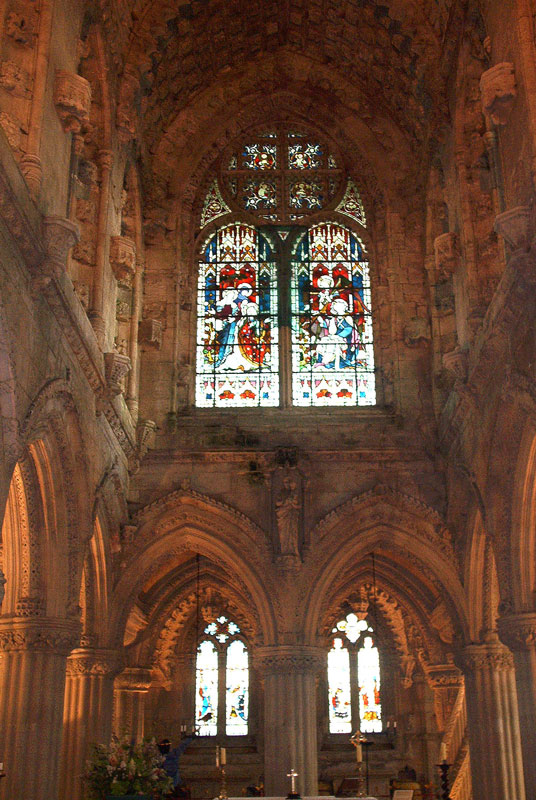
Интерьер Рослинской капеллы

Рослинская капелла св. Матфея (Collegiate Church of St Matthew) — позднеготическая церковь (часовня) в Шотландии, в мидлотианской деревне Рослин, строившаяся в середине XV века близ Рослинского замка в качестве усыпальницы клана Синклеров. Инициатором строительства выступил Уильям Синклер, 3-й граф Оркнейский (1410—1484).
Храм был заложен в 1446 году. При жизни графа были подведены фундаменты под неф и трансепты, возведено 14 фигурных столпов с замысловатым орнаментом, закончены хор и капелла девы Марии над криптой, вероятно, сохранившейся от более древнего сооружения. После смерти Уильяма Синклера в 1484 году строительство прекратилось, позднее его сын Оливер лишь достроил крышу, но часовня так и осталась недостроенной. Примерно 40 лет ушло на то, чтобы украсить построенное расточительной каменной резьбой. Эта резьба изображает животных, растения (розы, лилии, маис и т. д.), ангелов, демонов, а также вырезанные на каменных блоках четырнадцатиметрового потолка символы. Каждый блок имеет свой рисунок, отличный от других.

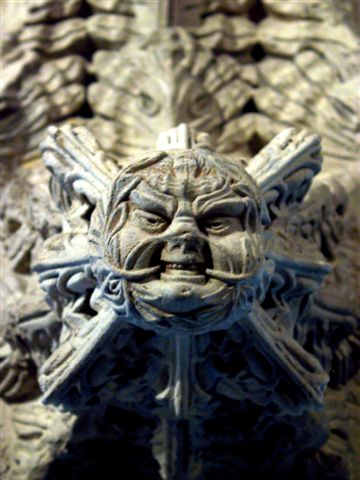
«Зелёный человечек»

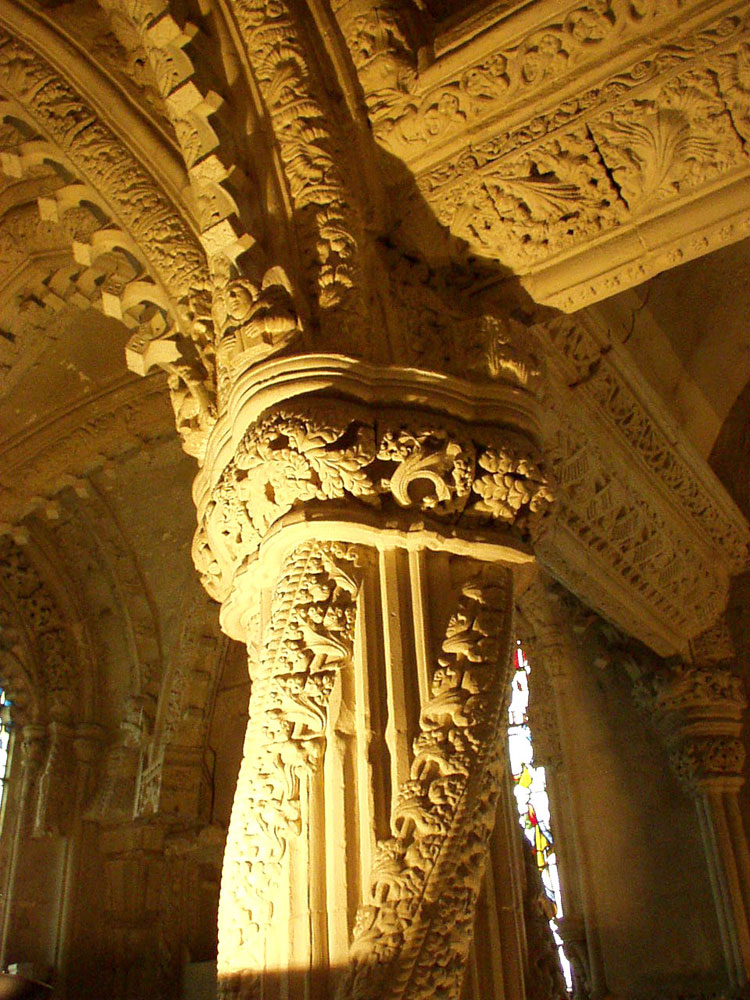
Столп подмастерья

## Легенды
Рослинская часовня овеяна романтическими легендами. Внимание туристов привлекают сто вырезанных на стенах фигурок «зелёных человечков» (очевидно, символизирующие весну) и столп Подмастерья. По легенде, впервые записанной в XVIII веке, строитель храма от зависти к своему подмастерью, покрывшему столп резьбой изумительной красоты, размозжил ему череп молотком.
Согласно другому преданию, склеп с захоронениями Синклеров соединён потайными ходами с тайником, где спрятан то ли Святой Грааль, то ли шотландская корона, то ли сокровища тамплиеров. Растительные узоры на арках ассоциируют с колосьями маиса, что якобы указывает на контакты владельцев Рослинского замка с Американским континентом.
Особенно часто таинственные узоры часовни пытаются связать с масонской традицией, зачинателями которой в Шотландии якобы были Синклеры. Согласно этой теории, часовня свидетельствует о восприятии масонами наследия тамплиеров — план церкви якобы воспроизводит храм Соломона, а каменное узорочье продолжает художественные традиции храмовников (особенно характерен образ двух всадников на одном коне). При этом упускают из виду, что на процессе против шотландских тамплиеров Синклеры выступали на стороне обвинения.
По одной из легенд считается, что если расшифровать символы, расположенные на потолке, то по полученным данным можно составить карту и найти место, где спрятаны сокровища Тамплиеров, не попавшие в руки французского короля Филиппа IV и Ватикана. Также существует теория, что по этим данным можно найти древние рукописи. Некоторые исследователи считают, что эти символы не что иное, как ноты какой-нибудь средневековой песни, так как на стенах изображено множество средневековых инструментов, которые держат ангелы.

## «Код да Винчи»
В романе Дэна Брауна «Код да Винчи» (2003) Рослинская часовня, расположенная на меридиане, тянущемся с севера на юг через Гластонбери. Эта линия Розы традиционно отмечала остров короля Артура Авалона и считалась точкой отсчета в британской геометрии, связанной со священными символами. Именно от этой линии Розы, в оригинале «Rosslyn» и произошло название часовни. Представлена тем местом, где приорат Сиона скрыл Святой Грааль — мощи Марии Магдалины.